# オーバーダハシュテッテン
オーバーダハシュテッテン (ドイツ語: Oberdachstetten) は、ドイツ連邦共和国バイエルン州ミッテルフランケンのアンスバッハ郡に属す町村（以下、本項では便宜上「町」と記述する）で、フランケン高地に位置する。

## 地理

### 位置
オーバーダハシュテッテンはミッテルフランケン行政管区アンスバッハ郡の北辺に位置する。
この町は、フランケンヘーエ自然公園内、フレンキシェ・レーツァト川上流域沿いの標高416 - 534mに位置している。

### 自治体の構成
この町は、公式には10の地区 (Ort) からなる。このうち小集落や孤立農場などを除く集落を以下に列記する。
- アンフェルデン
- ベルクライン
- デルフライン
- ホーエナウ
- ミッテルダハシュテッテン
- オーバーダハシュテッテン

## 歴史
中世初期、この場所は "Tageding"と呼ばれた裁判審理のために周辺住民が一定の日にち毎に集まる場所であった。時代が下るにつれ、"Tageding"は、"Tagesteten"（1105年）、最終的には "(Ober)dachstetten"と変遷した。中世には、司法を司る帝国自由都市となり、このため紋章には、帝国の象徴である鷲と宣誓を象徴する手袋が描かれた。1860年、鉄道建設が構造変化と新しい雇用先をもたらした。オーバーダハシュテッテンは周辺地域に拡大していった。1930年までは、採石業が栄えた。1900年にはすでにオーバーダハシュテッテンの人口は725人であったが、1945年以降300人以上もの難民や故郷を逐われた人々が流入し、1950年の人口は1,172人に達した。鉄道と連邦道に挟まれた形のオーバーダハシュテッテンにはこれ以上発展の余地はほとんどなかった。社会資本への大規模な投資により広い工業用地の開発が行われた。これ以後150件の新たな住宅が建設され、人口はおよそ5割増となった。

## 行政

### 議会
この町の議会は12議席で、これに首長が加わる。

### 首長
1900年以降のオーバーダハシュテッテンの首長は、知られている限り以下の通りである。
- 1906年 ヨハン・ジラー
- 1940年 フリードリヒ・エーダー
- 1945年 ヨハン・ヘニンガー
- 1961年 ゲオルク・アスム
- 1984年 ハンス・アスム（2012年逝去）
- 2012年 フリッツ・モースマイヤー
- 2014年 マルティン・アッスム

### 紋章
紋章は、左右二分割。向かって左は金地に、赤い嘴や爪を持つ黒鷲の半身。向かって右はさらに上下に分割される。上は赤地に銀の手袋、下は銀地に黒の先広十字。オーバーダハシュテッテンは、ミッテルダハシュテッテンや現在は別の自治体に分離されたウンターダハシュテッテンとともに帝国直轄地に属していた。こうした明白な関係から帝国の象徴である鷲が紋章に描かれた。手袋は、1417年から1539年までオーバーダハシュテッテンおよびミッテルダハシュテッテンに与えられた司法権の象徴である。先広十字は、ドイツ騎士団を表す。ドイツ騎士団は1438年以降オーバーダハシュテッテンの庇護権、ミッテルダハシュテッテンに広大な所有地と十分の一税徴収地、ベルクラインとデルフラインに領主権をそれぞれ有していた。紋章の多くの部分を占める城と赤の色は、この自治体の旗にも採用されている。

## 経済と社会資本

### 交通
連邦道B13号線（ヴュルツブルク - ミュンヘン）に面しており、オーバーダハシュテッテンから近隣大都市（ニュルンベルクへ55km、ヴュルツブルクへ59km、アンスバッハへ18km、ローテンブルク・オプ・デア・タウバーへは23km、さらには最寄りのアウトバーンのインターチェンジ（A7号線バート・ヴィンツハイム・インターチェンジ）まで15kmである）へは交通の便がよい。オーバーダハシュテッテンの駅は、ドイツ鉄道の幹線ヴュルツブルク - ミュンヘン線にあり、毎日20本以上の列車が、アンスバッハ（11分）あるいはヴュルツブルク（50分）との間を結んでいる。この駅からは、アンスバッハやローテンブルク・オプ・デア・タウバーへのバスの便もある。

### 公共施設
集落から数百m離れたところに、青少年キャンプ場、ビーチバレー・コート、芝生広場などを備えた池がある。炊事場、シャワー室、トイレを備えラウンジとして利用されている丸太小屋もある。

## 文化と見所
オーバーダハシュテッテンの見所としては、聖バルトロマイ教会、ミッテルダハシュテッテン地区の教会やベルクライン地区の教会が挙げられる。
聖バルトロマイ教会は、1837年から1844年にミュンヘン古典様式で建設された教会である。聖バルトロマイ教会の鐘は4つの鐘からなっている。最も古い鐘は1616年にニュルンベルクで、最も大きな鐘は1791年にアンスバッハで、最も小さな鐘は1926年にローテンブルク・オプ・デア・タウバーで鋳造された。1961年に4つめの鐘が設置された。
ベルクラインとミッテルダハシュテッテンの教会は自衛教会である。ベルクラインの教会は教会の守護聖人に聖キリアンと聖クニグンデを奉っている。合唱塔（およびこれにつながった聖具室）は中世の城壁の一部である。ミッテルダハシュテッテンは、守護聖人聖ヤーコプに献げられた。文献では1122年に初めてその記述がある。合唱塔は14世紀末の建築で、射撃用の狭間を有している。堂は18世紀中頃の建築である。
毎年、10月の第3日曜日にオーバーダハシュテッテンの教会祭りが開催される。この祭りのハイライトは伝統的な教会祭パレードであり、その期限は1900年頃に遡る。
この他の見所には、悪魔の墓と、いわゆる『シュピンネリン』（糸紡ぎの娘）がある。伝説では、アポローニア・フフナーゲルという若い娘がアンフェルデンからヴェストハイムの糸紡ぎ小屋へ通っていたという。アンフェルデンとヴェストハイムの間の森の中には悪名高い悪魔の墓という危険な場所があった。しかし娘は、これを恐れないばかりか、夜中にそこで糸を紡いでみせると明言し、実際それを試した。翌日、他の人が通りかかると娘は首がねじれて死んでいた。墓石はロマネスク様式の十字架型に作られている。
オーバーダハシュテッテンの町域にはレーツァト川の源流もある。オーバーダハシュテッテンからマルクトベルゲルへの遊歩道沿いにその源流はある。

### 休暇
フランケンヘーエ自然公園に属すオーバーダハシュテッテンの町域には多くの遊歩道や自転車道が通っている。
たとえば、オーバーダハシュテッテンを通るビーバータール自転車道は、ロマンティック・フランケンを走って古城街道自転車道やツェンタール自転車道に接続する。バンベルクからのアイシュタール自転車道もこの町域を通っている。

## 引用
1. ↑  https://www.statistikdaten.bayern.de/genesis/online?operation=result&code=12411-003r&leerzeilen=false&language=de Genesis-Online-Datenbank des Bayerischen Landesamtes für Statistik Tabelle 12411-003r Fortschreibung des Bevölkerungsstandes: Gemeinden, Stichtag (Einwohnerzahlen auf Grundlage des Zensus 2011)
2. ↑  Bayerische Landesbibliothek Online